# His Captive Woman

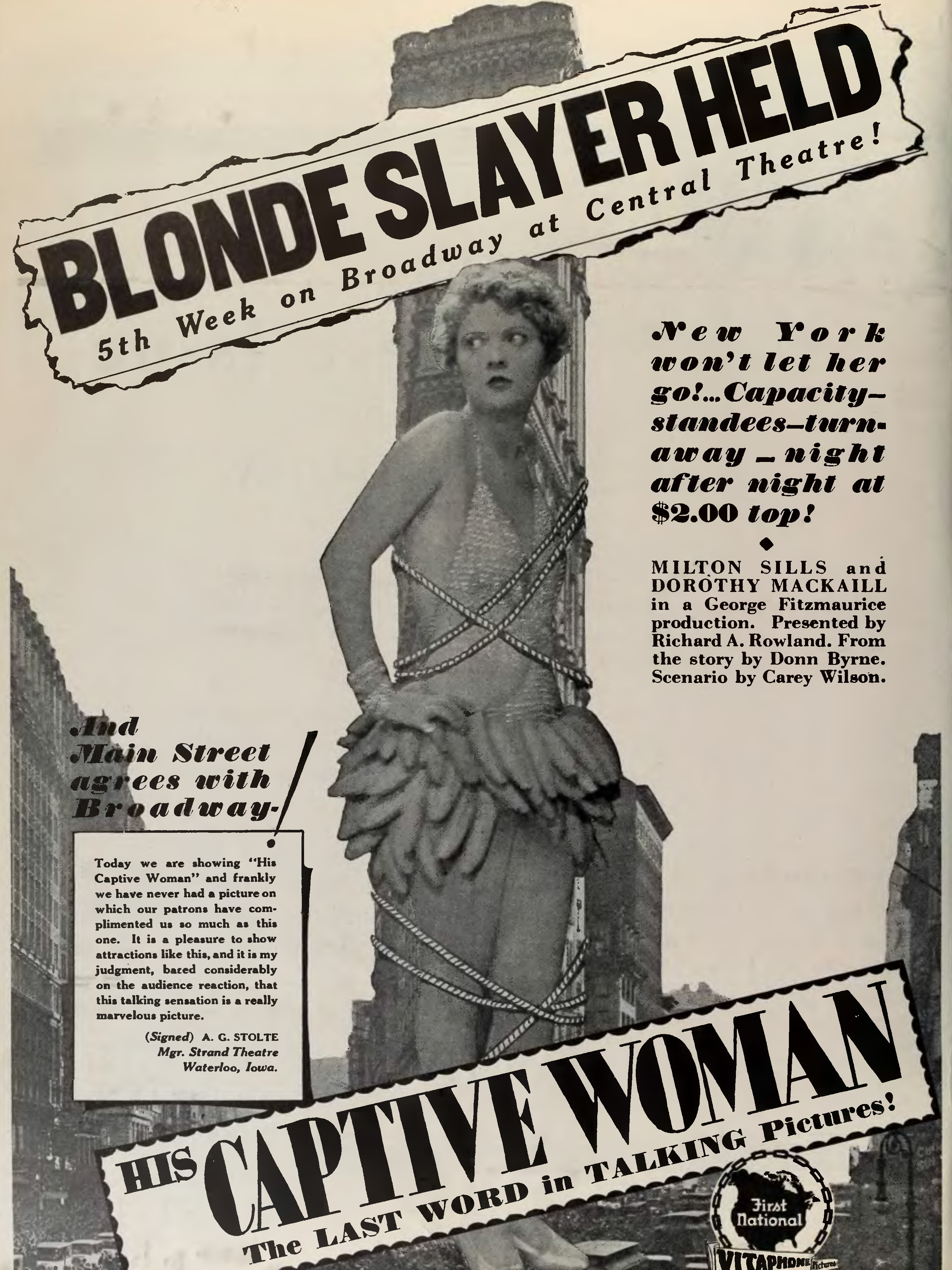
Annonce pour le film dans le magazine The Film Daily.

His Captive Woman est un film américain partiellement parlant réalisé par George Fitzmaurice et sorti en 1929.

## Synopsis
Anna Janssen, danseuse de cabaret, tue son protecteur et s'enfuit sur une île des mers du Sud à bord du yacht d'un riche admirateur. Tom McCarthy, un détective new-yorkais consciencieux, est envoyé à la poursuite d'Anna et l'arrête, affrétant un bateau à vapeur pour la ramener aux États-Unis. Le bateau à vapeur coule et Anna et Tom se retrouvent bloqués sur une petite île. Ils tombent amoureux, et l'influence de Tom entraîne un changement de caractère dans le caractère d'Anna. Ils finissent par être secourus, et Anna est jugée. Tom prend la parole pour sa défense et informe le juge du changement d'Anna dans la solitude de l'île.

## Fiche technique
- Réalisation : George Fitzmaurice
- Scénario : Carey Wilson d'après Changeling, une histoire courte de Donn Byrne
- Dialogues : Paul Perez
- Producteur : Richard A. Rowland
- Photographie : Lee Garmes
- Montage : Stuart Heisler
- Production : First National Pictures
- Distributeur : Warner Bros. Pictures
- Genre : Mélodrame[1]
- Durée : 80 minutes (8 bobines)[2]
- Dates de sortie :
  - États-Unis : 3 février 1929 version muette[3]
  - États-Unis : 2 avril 1929 version sonore

## Distribution
- Milton Sills : Officier Thomas McCarthy
- Dorothy Mackaill : Anna Janssen
- Gladden James : Alastair De Vries
- Jed Prouty : Fatty Fargo
- Sidney Bracey : Means
- Gertrude Howard : Lavoris Smythe
- Marion Byron : Baby Meyers
- George Fawcett : Howard Donegan
- William Holden : le Juge
- Frank Reicher : The District Attorney
- August Tollaire : le Gouverneur de l'île